# Perro amor
Perro amor est une telenovela américaine diffusée entre le 11 janvier 2010 et le 19 juillet 2010 sur Telemundo.

## Distribution
| Acteur / Actrice    | Personnage                                               |
| ------------------- | -------------------------------------------------------- |
| Carlos Ponce        | Antonio "El Perro" Brando                                |
| Ana Lucía Domínguez | Sofía Santana de Brando                                  |
| Maritza Rodríguez   | Camila Brando de Cacéres (méchant principal, se suicide) |
| Khotan Fernández    | Rogelio Pérez / Rocky Peréz                              |
| Maritza Bustamante  | Daniela Valdirí                                          |
| Zully Montero       | Doña Cecilia Vda. de Brando                              |
| Elluz Peraza        | Clemencia de Brando                                      |
| Víctor Cámara       | Pedro Brando                                             |
| Rodrigo de la Rosa  | Gonzalo Cacéres                                          |
| Natalia Ramírez     | Rosario Pinoz de Santana                                 |
| Raúl Arrieta        | Diego Tamayo                                             |
| Martha Picanes      | Ligia Vda. de Pinoz                                      |
| Rosalinda Rodríguez | Doña Beatríz Vda. de Caparrozo                           |
| Carlos Ferro        | Bernardo Caparrozo                                       |
| Dayanna Garroz      | Viviana Herrera                                          |
| Silvana Arias (en)  | Verónica Jessica Murillo                                 |
| Manolo Coego Jr.    | Joaquín Valencia                                         |
| Fred Valle          | Fernando Valdirí                                         |
| Roberto Huicochea   | Yiardinis Murillo (méchant, devient bon)                 |
| Freddy Víquez       | Jairo Chaparro                                           |
| Roberto Levermann   | Usnavy Murillo                                           |
| Frank Falcon        | Juan Camilo                                              |
| Carlos Garin        | Ángel Santana                                            |
| Adrian Carvajal     | Alejandro Santana                                        |
| Marko Figueroa      | Mark                                                     |
| Verónica Montes     | Lena                                                     |
| Patricia de León    | Jennifer López                                           |
| Paola Campodonico   | Lorena López                                             |

- Gerardo Riverón : Dagoberto Peréz
- Raúl Izaguirre : Luigi Dorado (tué par Camila)
- Dayana Garroz : Danira
- Ariel Díaz : Danilo de Mendoza
- Ezequiel Montalt : Dr. Juan Monsalve
- Katalina Krueger : Sara
- Angélica Celaya : Miranda
- Samir Succar : Usmail Murillo
- Jencarlos Canela : lui-même
- Jorge Celedon : lui-même
- Marilyn Patiño : Mariana
- Edna Roncallo : Mariela
- Yina Vélez : Nany

## Diffusion internationale
| Pays                   | Chaîne                    | Titre         | Série première  |
| ---------------------- | ------------------------- | ------------- | --------------- |
| États-Unis             | Telemundo                 | Perro amor    | 11 janvier 2010 |
| Costa Rica             | Teletica                  | Perro amor    |                 |
| Colombie               | Caracol Televisión        | Perro amor    |                 |
| Équateur               | Ecuavisa                  | Perro amor    |                 |
| Porto Rico             | Telemundo                 | Perro amor    | 11 janvier 2010 |
| Mexique                | Galavisión                | Perro amor    |                 |
| Panama                 | TVN                       | Perro amor    |                 |
| Panama                 | Telemix Internacional     | Perro amor    |                 |
| Espagne                | Nova 9                    | Perro amor    |                 |
| République dominicaine | Telesistema 11            | Perro amor    |                 |
| Venezuela              | Televen                   | Perro amor    |                 |
| Chili                  | Chilevisión               | Perro amor    |                 |
| Paraguay               | SNT                       | Perro amor    |                 |
| Israël                 | Viva                      |               |                 |
| Argentine              | Canal 9                   | Perro amor    |                 |
| Nicaragua              | Televicentro de Nicaragua | Perro amor    |                 |
| Pérou                  | ATV                       | Perro amor    |                 |
| Arménie                | TheShanttv                |               |                 |
| Albanie                |                           |               |                 |
| Serbie                 | Prva Srpska Televizija    | Опасне игре   |                 |
| Monténégro             |                           |               |                 |
| Slovénie               | POP TV                    |               |                 |
| Bulgarie               | bTV                       |               |                 |
| Bulgarie               | bTV Lady                  |               |                 |
| Croatie                |                           |               |                 |
| Roumanie               | Acasa TV                  |               |                 |
| Lituanie               | TV8                       |               |                 |
| Pologne                | Novela TV                 | Pieska miłość |                 |
| Macédoine              | Tera TV                   |               |                 |

## Récompenses
Miami Life Awards 2011
- Villana del año: Maritza Rodríguez
- Actor de reparto: Rodrigo de la Rosa
- Primer Actor: Víctor Cámara
- Primera Actriz: Elluz Peraza

## Autres versions
- Perro amor est une telenovela colombienne diffusée sur Canal Uno en 1998.

### Sources
- (es) Cet article est partiellement ou en totalité issu de l’article de Wikipédia en espagnol intitulé « Perro amor (telenovela estadounidense) » (voir la liste des auteurs).